# Agapetus occidentalis
Agapetus occidentalis är en nattsländeart som beskrevs av Donald G. Denning 1949. Agapetus occidentalis ingår i släktet Agapetus och familjen stenhusnattsländor. Inga underarter finns listade i Catalogue of Life.